# Alfonso de Castro

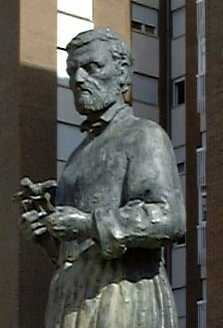
Alfonso de Castro, Statue in Zamora

Alfonso de Castro OFM (* 1495 in Zamora; † 1558 in Brüssel), auch bekannt unter Alphonsus a Castro, war ein franziskanischer Theologe und Jurist. Er gehört zur Gruppe der Theologen-Juristen der Spanischen Spätscholastik oder Schule von Salamanca.

## Leben
Alfonso de Castro trat mit 15 Jahren dem Orden der Franziskaner bei und erwarb sich den Ruf eines guten Predigers. Nach dem Studium der Theologie und Philosophie in der Universität von Alcalá wurde er Professor an der Universität von Salamanca, wo er neben Luis Carvajal und Francisco de Vitoria die „Renaissance der Theologie“ begründete. 1532 trat er in Brügge gegen die lutherische Doktrin ein. Das gleiche Anliegen verfolgte er mit seiner Tätigkeit als Berater Karls V. und Philipps. II. Durch sein Engagement auf dem Konzil von Trient 1545–47 und 1551–52 wurde er zum Verfechter der spanisch-kaiserlichen Interessen und des katholischen Glaubens gegen die Lutheraner. Philipp II., den Castro 1553/54 nach England zur Hochzeit begleitet hatte, machte ihn Ende 1557 zum Erzbischof von Santiago de Compostela, doch Castro trat dieses Amt nicht an. In den letzten Lebensjahren wirkte Castro als Prediger in Antwerpen.

## Werke
In seinen Werken widmet sich Castro vor allem der strafrechtlichen Verteidigung des „wahren Glaubens“. Dabei kam Castro die Unabhängigkeit seines Ansatzes zugute. Das Strafrecht erhielt durch ihn erhebliche systematische Impulse, so dass er in der spanischen Literatur als Begründer des Strafrechts – padre y fundador del Derecho Penal – gilt. Außerhalb Spaniens ist Castro bisher nahezu unbekannt.
Sein erstes Werk, Adversus omnes haereses libri XIV (Paris 1534, Antwerpen 1556), stellt eine alphabetische Enzyklopädie der Häresie dar, in dem mehr als 400 Arten aufgezählt werden. Das Werk wurde zur Grundlage der Häresieverfolgung und noch 1712 ins Französische übersetzt. 1537 und 1540 veröffentlichte Castro zwei Bücher Sermones.
Durch das 1547 in Salamanca erschienene, Karl V. gewidmete Werk De iusta haereticorum punitione libri III wurde Castro so bekannt, dass er „Geißel der Ketzer“ (azote de herejes) genannt wurde. Mit theologischen und juristischen Grundsätzen bestimmt er darin die gerechte Mitte zwischen pharisäischer Verdammung und feiger Duldung der Häresie, die Art der Rückkehr zum wahren Glauben, die Strafe der Hartnäckigkeit und die sozioreligiösen Gründe für die Häresie.
Mit der Gleichstellung von Magie und Häresie beschäftigt sich Castro in seinem Kurzkommentar zum Malleus maleficarum (Hexenhammer), De impia sortilegarum, Maleficarum, & Lamiarum haeresi, earumque punitione Opusculum (Lyon 1568). Castro zufolge ist die Magie eine Häresie und wie diese mit dem Feuertod zu bestrafen. Kern des Vorwurfs ist der Pakt mit dem Dämon, der dem katholischen Glauben widerspricht, indem der Magier den Dämon und nicht Christus anbetet und ihm die Macht über seinen Willen anbietet. Castro steht aber auf dem gemäßigten Standpunkt des kanonischen Rechts (Canon episcopi), wie ihn im 16. Jahrhundert viele Theologen und Juristen vertraten. Der Teufel ist danach kein körperliches Wesen, sondern nur ein Geistwesen. Entsprechend sind Teufelspakt, Teufelscoitus und Hexensabbat nur in der Vorstellung, aber nicht in der Realität vorhanden.
Als Castros strafrechtliches Hauptwerk dürfen schließlich die 1550 in Salamanca veröffentlichen De potestate legis poenalis libri duo (Nachdruck Madrid 1961) gelten, in denen er sich eingehend mit dem Begriff des Strafgesetzes, mit Natur und Zweck der Strafe und mit den Beziehungen zwischen Delikt und Strafe auseinandersetzt. Castro entwickelt darin nicht nur das strafrechtliche Analogieverbot und den Grundsatz einschränkender Auslegung, sondern spitzt in der ihm eigenen Radikalität den Begriff der Strafe (poena) ganz auf die Schuldstrafe zu und stattet ihn erstmals mit einem sittlichen Tadel aus. Dieser moraltheologisch gefärbte Strafbegriff gelangte über Martin de Azpilcueta und Diego de Covarrubias y Leyva ins kanonische Recht und von dort ins weltliche Strafrecht.
Nach Castros Tode wurden die gesammelten Werke 1565 in Paris in vier Bänden herausgegeben.

### Deutsche Literatur
- Harald Maihold: Castro, Alfonso de. In: Lexikon zur Geschichte der Hexenverfolgung, hrsg. v. Gudrun Gersmann, Katrin Moeller und Jürgen-Michael Schmidt[1]
- Harald Maihold: Strafe für fremde Schuld? Die Systematisierung des Strafbegriffs in der Spanischen Spätscholastik und Naturrechtslehre. Köln u. a. 2005.
- Harald Maihold:  Systematiker der Häresien – Erinnerung an Alphonso de Castro (1492-1558), in: Zeitschrift für Rechtsgeschichte, Kan. Abt. 118 (2001), S. 523ff.
- Daniela Müller: Ketzerei und Ketzerbestrafung im Werk des Alfonso de Castro, in: Frank Grunert und Kurt Seelmann (Hrsg.), Die Ordnung der Praxis. Neue Studien zur Spanischen Spät-Scholastik, Tübingen 2001, S. 333ff.

### Spanische Literatur
- Eloy Bullón y Fernández: Alfonso de Castro y la ciencia penal, Madrid 1900.
- Santiago Castillo Hernández: Alfonso de Castro y el problema de las leyes penales, o, la obligatoriedad moral de las leyes humanas, Salamanca 1941.
- Manuel de Castro: Fr. Alfonso de Castro, O.F.M. (1495-1558), consejero de Carlos V y Felipe II, in: Salmanticensis 6 (1958), S. 281–322.
- Odilo Gómez Parente: Hacia el cuarto centenario de Fray Alfonso de Castro, fundador del derecho penal (1558-1958). Conferencia pronunciada el 26 de Marzo de 1957, en la casa de Zamora de Madrid, Madrid (1958).
- Andres de la Mañaricua Neure: La obligatoriedad de la ley penal en Alfonso de Castro, in: Revista Española de Derecho Canónico 4 (1949), S. 35ff.
- José María Navarrete Urieta: Alfonso de Castro y la ley penal, in: Revista de la Escuela de Estudios Penitenciarios 141 (Madrid 1959), S. 1405ff.
- Teodoro Olarte: Alfonso de Castro (1495-1558). Su vida, su tiempo y sus ideas filosóficas-jurídicas, San José, Costa Rica, 1946.
- Marcelino Rodríguez Molinero: Origen español de la ciencia del Derecho penal, Alfonso de Castro y su sistema penal, Madrid 1959.
- Domingo Savall: Fray Alfonso de Castro (1495-1558). La orientación voluntarista de su Derecho Penal in: Archivo Ibero-Americano 38 (1935), S. 240ff.
- Enciclopedia Universal Ilustrada Europeo-Americana, Bilbao, Madrid, Barcelona 1905–30, tom. XII, S. 877.